# Holstein International
Holstein International ist eine Fachzeitschrift über Milchkühe und Rinderzucht, vornehmlich Holstein-Friesian. Das 1994 von Jan Bierma und Han Hopman gegründete Heft versteht sich als „die einzige unabhängige, internationale Zeitschrift für die Holsteinzucht“.

## Herausgeber
Herausgeber ist der Holstein International BV mit Hauptgeschäftsstelle im niederländischen Stiens.

## Inhalte
„Holstein International“ berichtet über internationale Zuchtthemen wie Betriebe und Zuchtbetriebe, Zuchtbullen, Schauen und Exterieurvererbern sowie aktuelle Bullenzuchtwerte. Der Dezember-Ausgabe von Holstein International ist zudem jährlich ein Poster mit prämierten Kühen des vergangenen Jahres beigelegt.

## Ausgaben
Die Zeitschrift  erscheint im Monatsrhythmus. Zurzeit gibt es Ausgaben in fünf Sprachen. Daneben gibt es Sonderausgaben und Sonderhefte. 

## Leserkreis
Das Magazin wird im Wesentlichen für Milchviehhalter und -züchter gestaltet. 2014 hat das Magazin laut eigenen Verlagsangaben 12.500 Abonnenten und wird von 40.000 Personen in 66 Staaten gelesen.

## Einzelbelege
1. ↑  Archivierte Kopie (Memento des Originals vom 18. November 2014 im Internet Archive)  Info: Der Archivlink wurde automatisch eingesetzt und noch nicht geprüft. Bitte prüfe Original- und Archivlink gemäß Anleitung und entferne dann diesen Hinweis.